# Ambroise-Auguste Liébeault
Ambroise-Auguste Liébeault (ur. 16 września 1823 w Favières, zm. 18 lutego 1904 w Nancy) – francuski lekarz.

## Życiorys
W 1886 roku założył Szkołę Nancy w mieście Nancy. Swoje życie poświęcił badaniom nad hipnotyczną sugestią i wykorzystaniu jej w opiece zdrowotnej. Liébeault był następcą Abbégo Farii, pioniera badań naukowych hipnotyzmu.